# Léonard Kweuke
Leony Léonard Kweuke (Yaoundé, 12 juli 1987) is een Kameroense voetballer die speelt voor Çaykur Rizespor.

## Carrière
Op 18 december 2008 verhuurde DAC Dunajská Streda Kweuke aan Eintracht Frankfurt, waar hij tot medio 2009 in de Bundesliga speelde.
In het seizoen 2009/'10 werd Kweuke wederom verhuurd aan een Duitse club, Energie Cottbus in de 2. Bundesliga.
In de zomer van 2010 vertrok Kweuke naar Sparta Praag. Na drie jaar bij Sparta Praag, vertrok hij naar Çaykur Rizespor.

## Familie
Kweuke is familie van Samuel Eto'o.
1 Çetin ·
2 Alikulov ·
3 Pehlivan ·
4 Mocsi ·
5 Højer ·
6 Papanikolaou ·
7 Ömür ·
8 Varesanovic ·
9 Sowe ·
10 Olawoyin ·
16 Yaşar ·
17 Bulut ·
18 Buljubašić ·
19 Ghezzal ·
20 Özcan ·
21 Pinchi ·
27 Korkmaz ·
28 Akintola ·
30 Grbić ·
37 Şahin ·
45 Karapo ·
54 Pala ·
77 Zeqiri ·
Coach: Palut